# Pendentiv
Pendentiv, byggnadsdel utformad som en sfärisk triangel som möjliggör uppförandet av en sfärisk kupol på en fyrsidig yta. Pendentiv är ett kännemärke för bysantinska byggnader och en revolutionerande arkitektonisk uppfinning.